# Peugeot 508
Peugeot 508 är en mellanklassbil från Peugeot som presenterades 2011. Den ersatte då båda 407- och 607-modellarna. 
Modellen finns som fyradörrars sedan och som kombi (SW).

## Motorer
| Modell    | Årsmodell | Motor                   | Cylindervolym | Effekt | Vridmoment | Bränslesystem            |
| --------- | --------- | ----------------------- | ------------- | ------ | ---------- | ------------------------ |
| 1.6 VTi   | 2011-     | 4-cyl radmotor DOHC 16V | 1598 cm³      | 120 hk | 160 Nm     | Bränsleinsprutning       |
| 1.6 THP   | 2011-     | 4-cyl radmotor DOHC 16V | 1598 cm³      | 156 hk | 240 Nm     | Direktinsprutning, turbo |
| 1.6 HDi   | 2011-     | 4-cyl radmotor SOHC 8V  | 1560 cm³      | 112 hk | 240 Nm     | Turbodiesel              |
| 1.6 e-HDi | 2011-     | 4-cyl radmotor SOHC 8V  | 1560 cm³      | 112 hk | 270 Nm     | Turbodiesel              |
| 2.0 HDi   | 2011-     | 4-cyl radmotor DOHC 16V | 1997 cm³      | 140 hk | 320 Nm     | Turbodiesel              |
| 2.0 HDi   | 2011-     | 4-cyl radmotor DOHC 16V | 1997 cm³      | 163 hk | 340 Nm     | Turbodiesel              |
| 2.2 HDi   | 2011-     | 4-cyl radmotor DOHC 16V | 2179 cm³      | 204 hk | 450 Nm     | Turbodiesel              |